# 木嶋浩史
木嶋 浩史（きじま ひろし、1965年2月13日 - ）は、日本の歌手。栃木県宇都宮市出身。1988年ポニーキャニオンよりデビュー。プロデューサーは高橋研。現在は宇都宮市、御幸幼稚園（父が理事）にて講師をしている。

## ディスコグラフィー

### シングル
1. THE FLAG（1988年9月21日）
2. INTO THE WINTERLAND（1989年1月21日）
3. 真夜中の向こう側（1989年4月21日）
4. キースの胸で眠りたい（1989年11月21日）
5. THIS IS THE SEA（1990年3月21日）
6. 君に、すべての愛を（1990年11月21日）

### アルバム
1. BRAKEWATER DAYS（1988年9月21日）
2. 保護区-サンクチュアリ-（1989年5月21日）
3. ANGELS（1990年5月21日）